# 桑德斯 (蒙大拿州)
桑德斯（英語：Sanders）是位於美國蒙大拿州特雷熱縣的非建制地區。

## 歷史
桑德斯的郵局於1904年設立，1905年關閉後又於1906年重啟，其後於1995年停運。

## 地理
桑德斯所處的海拔為高於海平面793米（即2602英呎），而該地所採用的時區為UTC-6，即北美山地時區（MST）。同時該地設有夏令時間，為UTC-7調快一小時，即UTC-6（MDT）。